# Lima Locomotive Works
Pour les articles homonymes, voir Lima (homonymie).
La société Lima Locomotive Works a été une société américaine de construction de matériels ferroviaires de 1877 à 1958, notamment connu pour les locomotives Shay pour les chemins de fer forestiers et miniers d'Amérique et les 141 R de la SNCF.

## Histoire

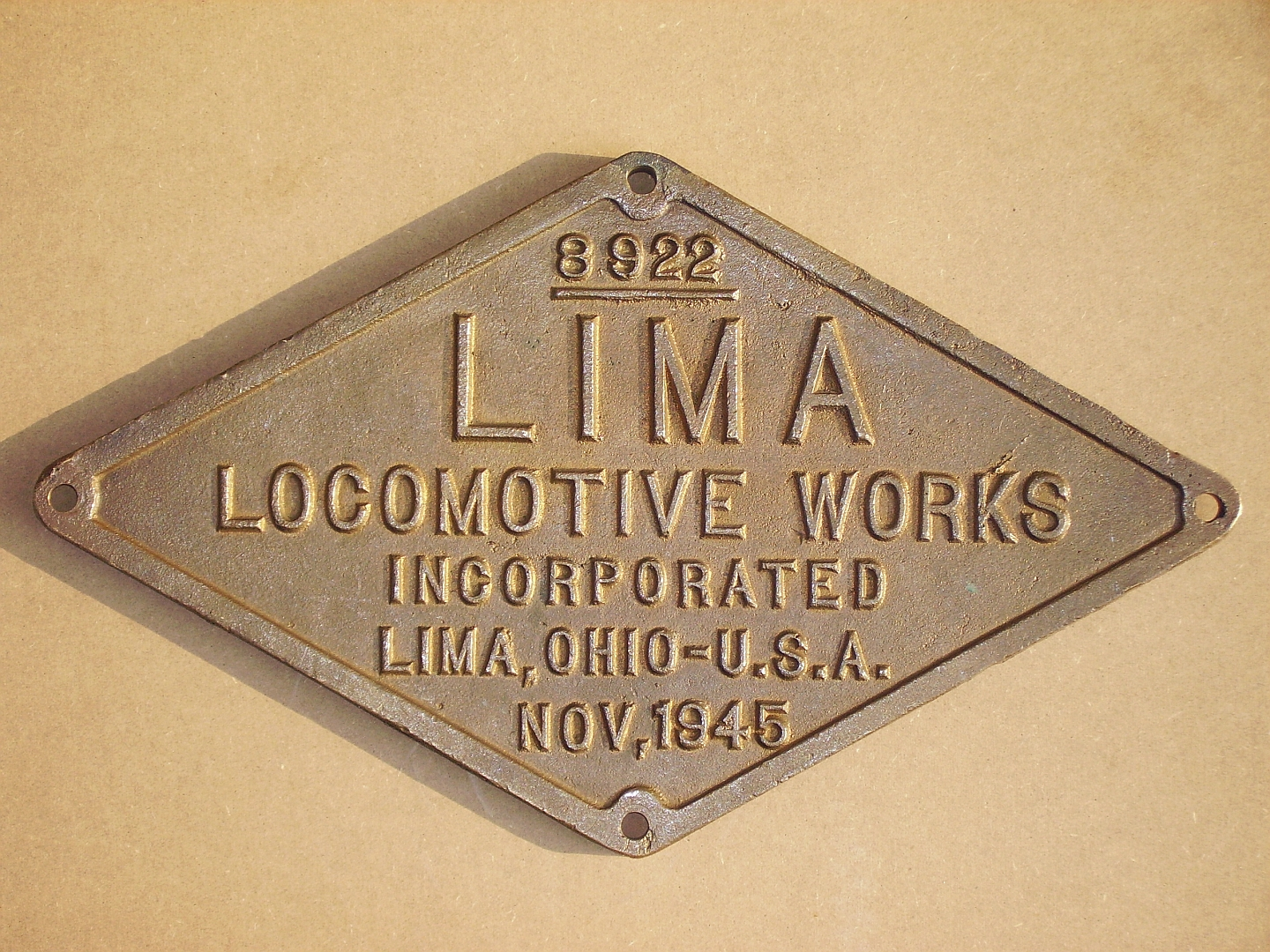
Plaque de constructeur Lima Locomotive Works.

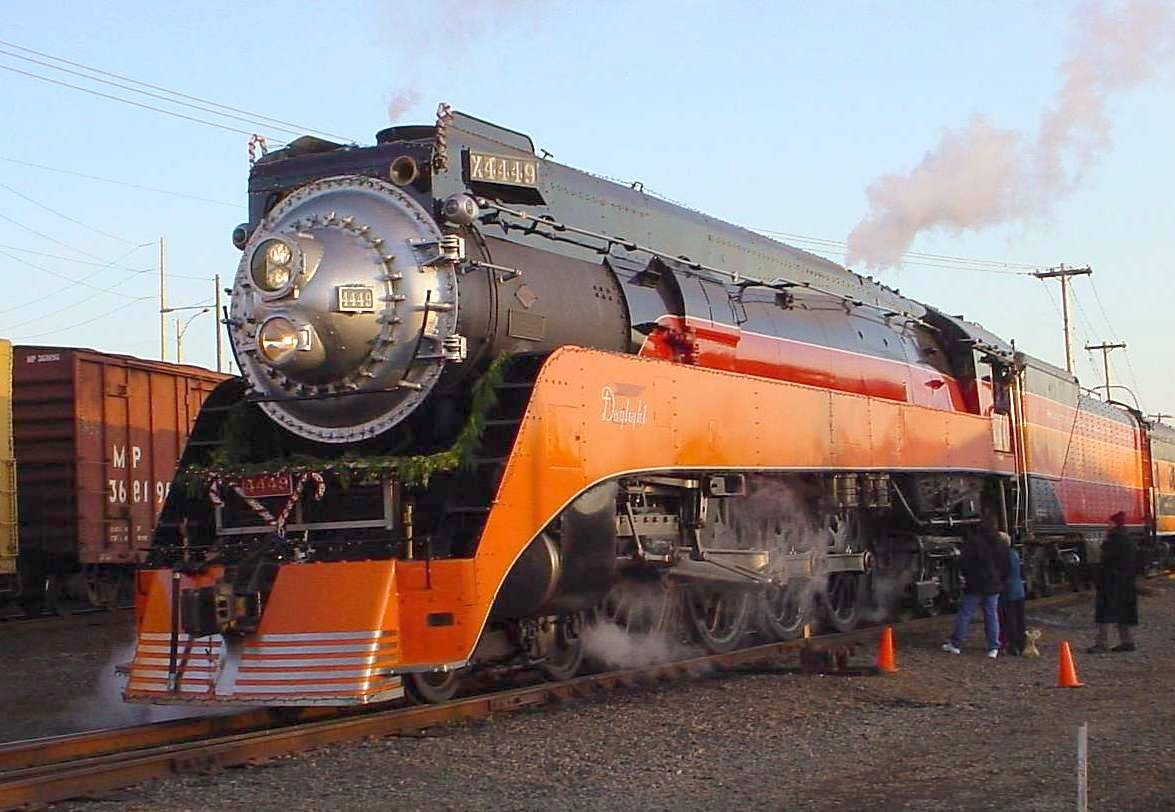
La GS-4 N° 4449 du Southern Pacific, construite par Lima en 1941, et préservée en état de marche par l'Oregon Rail Heritage Foundation à Portland.

Elle doit son nom à la ville de Lima (Ohio) où elle a été créée.
À la fin du XIXe siècle, la Lima Machine Works était une entreprise qui fabriquait du matériel pour l'industrie forestière, dont les célèbres locomotives Shay à moteur vertical et transmission par cardans, qui étaient des machines consacrées à cette activité.
Puis au début des années 1900, la Lima Locomotive & Machine Company produit des locomotives pour les chemins de fer américains, en 1911, elle devient la Lima Locomotive Corporation, et en 1916, la Lima Locomotive Works Incorporated.
En 1925, Lima construit la première locomotive du type "Berkshire" (1-4-2), le fameux démonstrateur A-1, qui allait vendre le savoir-faire de Lima aux compagnies des chemins de fer américains. 
En 1941, la firme de l'Ohio construit les GS-4 du Southern Pacific, ces "Northerns" (2-4-2) semi-carénées dans le style "Skyline" sont considérées comme les locomotives à vapeur américaines les plus esthétiques.
Entre février 1942 et la fin 1943, Lima Locomotive Works produit 1 655 chars Sherman du modèle M4A1 (coque moulée), avec canon de 75 mm.
Entre 1941 et 1948 sortent les plus puissantes locomotives construites par Lima, les H-8 du Chesapeake & Ohio, du type "Allegheny", c'était des machines articulées de disposition d'essieux 1-3-3-3, et d'une puissance estimée de 7 000 ch au crochet. 
Des 141 R, destinées aux chemins de fer français, sont construites chez Lima en 1945 et en 1946, au nombre de 280.
Au mois d'août 1947, Lima fusionne avec la firme General Machinery Corporation de Hamilton dans l'Ohio, et la dernière locomotive à vapeur sortit des ateliers de la Lima-Hamilton Corporation en mai 1949 sous le N° de construction 9380. 
En novembre 1950 la firme fusionne avec la Baldwin Locomotive Works, et la dernière locomotive diesel quitta le site de Lima en août 1951 sous le N° de construction 9560. La production de la Baldwin-Lima-Hamilton-Corporation se poursuit sur le site de Philadelphie jusqu'en 1956. 
L'usine de Lima fabriqua du matériels de construction jusqu'en 1980, date à laquelle elle cesse toute activité.

## Sources